# Nina Simone in Concert
Nina Simone in Concert è un album dal vivo della cantante e pianista statunitense Nina Simone, pubblicato nel 1964.

## Tracce
Lato A
1. I Loves You, Porgy – 2:18 (George Gershwin, Ira Gershwin, DuBose Heyward) – Registrato dal vivo il 21 marzo 1964 al Carnegie Hall di New York City, New York
2. Plain Gold Ring – 5:30 (Earl Burroughs) – Registrato dal vivo il 6 aprile 1964 al Carnegie Hall di New York City, New York
3. Pirate Jenny – 6:42 (Bertolt Brecht, Kurt Weill, Marc Blitzstein) – Registrato dal vivo il 4 aprile 1964 al Carnegie Hall di New York City, New York
4. Old Jim Crow – 2:10 (Jackie Alpert, Nina Simone, Ron Vander Groef) – Registrato dal vivo il 21 marzo 1964 al Carnegie Hall di New York City, New York

Durata totale: 16:40
Lato B
1. Don't Smoke in Bed – 5:30 (Willard Robinson) – Registrato dal vivo il 21 marzo 1964 al Carnegie Hall di New York City, New York
2. Go Limp – 6:55 (Alex Comfort, Nina Simone) – Registrato dal vivo il 4 aprile 1964 al Carnegie Hall di New York City, New York
3. Mississippi Goddam – 4:45 (Nina Simone) – Registrato dal vivo il 4 aprile 1964 al Carnegie Hall di New York City, New York

Durata totale: 17:10

## Musicisti
- Nina Simone - voce, pianoforte
- Rudy Stevenson - chitarra
- Lisle Atkinson - contrabbasso
- Bobby Hamilton - batteria
- Altri musicisti non accreditati